# Rebecca Holden
Rebecca Holden (Dallas, 12 giugno 1958) è un'attrice, cantante ed ex modella statunitense.

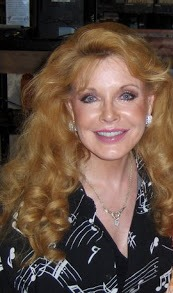
L'attrice nel 2009

Si è fatta conoscere dal grande pubblico per aver interpretato la parte di April Curtis nella serie televisiva Supercar, dal 1983 al 1984. 

## Carriera
Al college, la Holden ha studiato canto e pianoforte.  Mentre continuava gli studi di canto a New York è stata scoperta da un'agenzia di modelle così intraprese tale carriera comparendo su copertine di riviste e in vari spot di noti brand come Ivory Soap, Dentyne, Kellogg's, Chevrolet, Gillette, Playtex, Arrid e 7 Up.
Dopo il trasferimento a Los Angeles, in California, fece la sua prima apparizione in televisione come guest star nella sit-com Tre cuori in affitto. Ha fatto apparizioni come ospite in altre serie televisive, e nel 1983, entra nel cast della serie TV Supercar interpretando il personaggio di April Curtis, colei che ripara e migliora KITT, al posto della collega Bonnie, durante la seconda stagione dello show.
Successivamente ha interpretato la diabolica Elena nella soap opera General Hospital della ABC nel 1987, ed è stata guest star in famosi telefilm come Love Boat, Magnum, P.I., Matt Houston, Taxi, Night Court, Mike Hammer, Remington Steele e altri.
Recentemente sta prendendo parte ad alcuni progetti per la televisione in qualità di produttore esecutivo e sta portando avanti la sua carriera di cantante. Con un'impostazione classica e buone conoscenze di pianoforte Holden ha cantato lirica e interpretato ruoli principali in musical come Oliver e Damn Yankees. Ha registrato un album country per Curb records, e i suoi video musicali sono apparsi su TNN e CMT. Ha registrato un album country e gospel per la BMG Records in Svizzera, ed è stata in tournée in Europa e Asia.
La Holden ha firmato due singoli per TRA-Star Records nel 1989: The Truth Does Always Rhyme e License to Steal. Ha registrato l'album The Highway Runs Both Ways per Curb Records e un album omonimo per BMG Europe.

## Progetti umanitari
Si è spesso occupata di progetti caritatevoli come "Feed the Children". Il suo impegno di beneficenza include Toys for Tots, Feed the Children, Special Olympics, il programma "Music in the Schools" e "Habitat for Humanity". Ha partecipato ai ponti aerei di assistenza medica in Etiopia, oltre a esibirsi per Live Aid e Farm Aid al Texas Stadium insieme a Willie Nelson. 
Attualmente vive a Los Angeles.

## Filmografia parziale
- B.A.D. Cats - serie TV, episodio 1x04 (1980)
- Tre cuori in affitto (Three's Company) - serie TV, episodio 5x05 (1980)
- Visite a domicilio (House Calls) - serie TV, episodio 2x07 (1981)
- Happy Days - serie TV, episodio 8x08 (1981)
- Magnum, P.I. - serie TV, episodio 1x09 (1981)
- Love Boat (The Love Boat) - serie TV, episodi 4x14-8x01 (1981-1984)
- Supercar (Knight Rider) - serie TV, 22 episodi (1983-1984)
- Mai dire sì (Remington Steele) - serie TV, episodio 4x17 (1986)